# 송은이
송은이(宋恩伊, 1973년 2월 6일~)는 대한민국의 코미디언이다. 1993년 연극배우로 데뷔하였고 같은 해에는 한국방송공사 특채 10기 코미디언으로 정식 데뷔하였다.

## 학력
- 서울양목초등학교 (졸업)
- 신정여자중학교 (졸업)
- 명덕여자고등학교 (졸업)
- 서울예술대학교 연극학과 전문학사 (졸업)

## 출연 작품

### 출연 중인 프로그램
- 2018년 ~ : MBC 《전지적 참견 시점》
- 2018년 ~ 2024년 : KBS2 《옥탑방의 문제아들》
- 2022년 : E채널 《용감한형사들3》
- 2023년 ~ : MBN 《토크백》

### 종영/하차한 프로그램
- SBS 《우리 아이가 달라졌어요》
- KBS 《상상오락관》 - 고정 게스트
- STORY ON 《따라하면 나도 부자》
- Mnet 《텐트 인 더 시티》
- SBS 《일요일이 좋다 - 골드미스가 간다》
- MBC 《찾아라 맛있는 TV》
- MBC Every 1 《무한걸스》
- SBS 《TV 영어마을》
- MBC 《안전지대》
- SBS 《코미디타운》
- SBS 《최수종쇼》
- KBS 《청춘불패》
- SBS 《토요일이 온다》
- SBS 《내가 진짜 스타》 - 추석특집
- KBS 《슈퍼TV 일요일은 즐거워》
- KBS 《TV는 사랑을 싣고》
- KBS 《코미디 세상만사》
- SBS 《있다! 없다?》
- SBS 《도전 성공시대》
- KBS 《구수한 세상 누룽지》
- MBC 《행복한 수다 - 좋은 친구》
- KBS 《이유있는 밤》
- EBS 《장학퀴즈》
- SBS 《일요일이 좋다 - 옛날TV》
- KBS 《가족오락관》 - 게스트 출연
- KBS 《체험 삶의 현장》
- MBC 《목표달성! 토요일 - 스타 서바이벌 동거동락 2기》
- KBS 《스타 집현전》
- MBC 《행복주식회사》
- SBS 《진실게임》
- KBS 《청춘스케치》
- KBS 《글로벌가족 이가네 며느리들》
- KBS 《가족환상곡》
- 시그엔 디엠비 개그스테이션 채널 《송은이의 파워톡 개그톡》[4]
- MBC 우리들의 일밤 - 《나는 가수다》
- KBS2 《개그스타》
- JEI 재능TV 《송은이의 eye to eye》
- MBC Every1 《무한걸스 시즌 3》
- MBC 《별바라기》
- KBS1 《나를 따르라》
- EBS1 《엄마 밥》
- TV조선 《난생처음》
- JTBC 《힐링의 품격》
- EBS1 《엄마 밥》
- O tvN 《비밀 독서단 시즌 2》
- MBN 《코미디 청백전 사이다》
- O tvN 《비밀 독서단 시즌 3》
- MBC every1 《인간탐구 스토리 와일드 썰》- 게스트 출연
- KBS2 《트릭 & 트루》
- TV조선 《스타쇼 원더풀데이》
- KBS2 《김생민의 영수증》
- KBS1 《KBS 스페셜 - 주문을 잊은 음식점 점장 2 부작》
- JTBC 《히든싱어5》 패널
- MBC 《판결의 온도》 진행
- SBS 《불타는 청춘》
- 올리브 《밥블레스유》
- JTBC2 《판벌려 - 이번 판은 한복판》
- sky Drama 《송은이 김숙의 영화보장》
- 올리브 《밥블레스유 2》
- SBS 스페셜 - 꼬리에 꼬리를 무는 그날 이야기
- (KBS1) 《다큐 인사이트》- 개그우먼
- 2022년 ~ 2022년 JTBC 《언니들이 뛴다-마녀체력 농구부》
- 2022년 ~ 2022년 KBS1 《주문을 잊은 음식점》시즌2
- JTBC 《히든싱어6》
- MBC 《놀면 뭐하니?》 - 게스트
- MBN 《내일은 위닝샷》
- MBC 《황금어장 라디오스타》 - 게스트

### 웹예능
- 유튜브 《핑계고》- 게스트

### 영화
- 《긴급조치 19호》
- 《티라노의 발톱》 - 원시인 역

### 뮤직비디오
- 2002년 : 하지만 - 굳세어라 내 청춘

### 드라마
- 투니버스 어린이 드라마 《에일리언 샘》 - 옥구슬 역
- KBS2 일일 시트콤 《멋진 친구들 Ⅱ》
- SBS 일일 시트콤 《LA아리랑》
- SBS 청춘 시트콤 《행진》
- SBS 청춘 시트콤 《나 어때》
- SBS 일일 시트콤 《순풍산부인과》
- MBC 청춘 시트콤 《남자 셋 여자 셋》

### 라디오
- SBS 파워FM 《송은이, 신봉선의 동고동락》
- SBS 러브FM 《송은이, 김숙의 언니네 라디오》

### 뮤지컬
- 《샤우트 (shout)》
- 《넌센세이션》

### 팟캐스트
- 《송은이 김숙의 비밀보장》

### 광고
- 2013년 동서식품 《포스트 그래놀라》 (with 최강희, 이재우)
- 2017년 광동제약 《광동 우엉차》 (with 김숙)
- 2017년 보건복지부 《압박의 정석 캠페인》 (with 김영철)
- 2017년 KT 《미디어팩》 (with 김생민)
- 2018년 유한양행 《해피홈》 (with 김숙)
- 2018년 아모레퍼시픽 《프레시팝 밤감샴》 (with 신봉선, 김영희, 안영미, 김신영)
- 2018년 유알스킨솔루션 《포어 리모델링 마스크 VX》 (with 전현무)
- 2018년 행정안전부 《지진 대피 요령》
- 2018년 질병관리본부 《올바른 항생제 복용》
- 2019년 OB맥주 《스텔라 아르투아》 (with 김서형, 김윤아)
- 2020년 문화체육관광부 《코로나19 대처법》 (with 김숙, 장도연)
- 2020년 대한출판문화협회 《서울국제도서전》 (with 손흥민, 김초엽)
- 2021년 고용노동부 《국민취업지원제도》 (with 김숙)
- 2022년 동국제약 《치센》 (with 김석훈, 허지웅, 강남)

## 음반 활동
- 2000년 정규 1집 《IMAGINE》
- 2006년 《에일리언 샘 O.S.T》 〈초록의 추억〉
- 2008년 무한걸스 - 《무한걸스 가수되기 프로젝트》 〈상상〉 (원곡: 송은이 〈상상〉)
- 2014년 투송플레이스(송은이, 송승현) - 〈나이-키〉
- 2017년 더블V(송은이, 김숙) - 〈3도〉

## 저서
- 《송은이 김숙의 비밀보장》(2016년) ISBN 9791130607382

## 수상 경력
- 2002년 대한민국 영상대전 포토제닉상
- 2002년 KBS 연예대상 방송진행상
- 2003년 문화관광부 장관 감사패
- 2008년 SBS 연예대상 예능부문 베스트팀워크상, 실험정신상
- 2009년 SBS 연예대상 라디오 DJ상
- 2010년 제16회 대한민국 연예예술상 TV진행상
- 2017년 SBS 연예대상 라디오 DJ상
- 2018년 제54회 백상예술대상 TV 부문 여자 예능상
- 2018년 MBC 방송연예대상 버라이어티부문 여자 최우수상
- 2019년 제10회 대한민국 대중문화예술상 국무총리 표창
- 2019년 MBC 방송연예대상 버라이어티부문 여자 최우수상
- 2020년 KBS 연예대상 프로듀서 특별상

## 홍보대사
- 2002년 NHN 한게임 스타클럽 1기
- 2003년 청소년보호위원회 청소년보호 홍보대사
- 2004년 쥬라기공원 투어 홍보대사
- 2006년 한국청소년캠프협회 홍보대사
- 2006년 부스러기사랑나눔회 홍보대사
- 2007년 구세군 홍보대사
- 2009년 환경부 클린코리아 홍보대사
- 2010년 관세청 마약퇴치 홍보대사
- 2011년 인천사랑병원 홍보대사
- 2011년 보건복지부 사회서비스 박람회 홍보대사
- 2018년 소상공인연합회 홍보대사
- 2019년 한국컴패션 홍보대사
- 2021년 제18회 서울환경영화제 에코프렌즈

## 같이 보기
- 셀럽파이브
- 김용만
- 유재석
- 김한석
- 김제동
- 이영자
- 지석진
- 남희석
- 김영철
- 김숙
- 신봉선
- 김신영
- 정가은
- 안영미
- 황보
- 백보람
- 정시아
- 최정윤
- 진재영
- 조여정
- 송혜교
- 정상훈
- 박미선
- 이성미
- 노홍철
- 정형돈
- 민경훈
- 하하
- 신동엽
- 이휘재
- 강호동
- 정준하
- 전현무
- 양세형
- 유병재